# Babilonska astronomija
Babilonska astronomija se smatra, prema nekim znanstvenicama, kolijevkom moderne astronomije. Naše znanje o Babilonskoj astronomiji najviše proizlazi iz Babilonskog kataloga zvijezda, koji potječe oko 1200. pr. Kr. Ona je razvijena u Babilonskom carstvu, današnjem Iraku, gde su se nalazile stare zemlje Sumer, Akad, Babilonija i Haldeja. Ta astronomija je bila osnova grčke i helenističke astronomije, klasične indijske, islamske i srednjovekovne europske astronomije. 
Početak povijesti astronomije započinje sa Sumeranima, oko 3500. – 3200. pr. Kr., koji su razvili klinasto pismo. Sumerani su se bavili samo osnovnim oblikom astronomije, ali će značajno uticati na složenu astronomiju Babilonaca. Sa Sumeranima počinje astralna teologija, koja je planetarnim bogovima dala značajnu ulogu u religiji Mezopotamaca i njihovoj mitologiji. Oni su također koristili seksagezimalni brojevni sustav (s osnovom 60 umjesto 10), kojim je bilo jednostavnije bilježiti vrlo velike i male brojeve. Današnji običaj dijeljenja kruga u 360º, a zatim po 60 minuta i 60 sekundi je započeo sa Sumeranima. Osim toga, babilonski sat je raspodjela dana na 24 sata, koja su iste duljine.
Jedini dijelovi babilonske astronomije koji su preživjeli iz toga doba su efemeride ili tablični podaci položaja nebeskih tijela i srodni podaci za određeni period vremena, navedenih u jednakim vremenskim intervalima. Klasični grčki i latinski izvori često koriste pojam "Haldejci" za astronome iz Mezopotamije, koji su zapravo bili svećenici-pisari, koji su se bavili astrologijom i drugim oblicima proricanja.

## Starobabilonska astronomija
Pod starobabilonskom astronomijom se misli na astronomiju iz razdoblja za vrijeme i poslije Prve babilonske dinastije (oko 18. – 16. stoljeća pr. Kr.) i prije Neobabilonskog carstva (7. stoljeće pr. Kr.).
Babilonci su bili prvi koji su shvatili da su astronomske pojave periodične i koji su primijenili matematiku za njihovo predviđanje. Tablice iz ovog razdoblja dokazuju korištenje matematike na promjene u dužini ravnodnevnice tokom Sunčeve godine. Stoljeća promatranja nebeskih pojava su zabilježena u nizovima glinenih tablica s klinastim pismom, poznatih kao Enûma Anu Enlil. Najstariji sačuvani značajni astronomski tekst je tablica 63, Amisadukina Venerina tablica, koja popisuje prve i posljednje vidljive izlaske Venere u razdoblju od oko 21 godine. To je najstariji dokaz da su planetarne pojave prepoznate kao ponavljajuće.
Tekst MUL.APIN sadrži kataloge zvijezda i zviježđa, uz predviđanje izlazaka i zalazaka planeta, duljine ravnodnevnice mjerene vodenim satom i sunčanim satom. Babilonski tekst GU svrstava zvijezde u nizove koje leže duž deklinacijskih krugova i time mjere rektascenzije tj. koordinate kojima se definira položaj objekta na nebu u ekvatorijalnom koordinatnom sustavu. Postoji na desetki klinastih mezopotamskih tekstova sa stvarnim osmatranjima pomrčina, uglavnom iz Babilonije.

### Planetarna teorija
Babilonci su bili prva poznata civilizacija, koja je imala teoriju o kretanju planeta. Tako na primjer, Amisadukina Venerina tablica, koja potječe iz 7. stoljeća pr. Kr., pokazuje promatranja kretanja planete Venere, koja su se vjerojatno vodila i puno prije. Tekst Enûma Anu Enlil, koji isto potječe iz 7. stoljeća pr. Kr., iz vremena Novoasirskog carstva,  prikazuje niz pretkazanja, vezanih uz kretanje planeta. Osim Venere, znali su za kretanje Marsa, Jupitera i Saturna. O kozmologiji starih Babilonaca se malo zna.

## Novobabilonska stronomija
Pod novobabilonskom astronomijom se podrazumijeva astronomija koju su razvijali haldejski astronomi tokom novobabilonskog razdoblja, razdoblja Seleukovića i Partskog Carstva.  Novobabilonsko carstvo je osnovao Nabopolasar (626. pr. Kr. - ?), ali još u vrijeme asirske prevlasti i kralja Nabonasara (747. – 734. pr. Kr.), značajno je porastao kvalitet i učestalost babilonskih osmatranja. Sistematsko obilježavanje ominoznih (znamenskih) fenomena u astronomskim dnevnicima započetim u to vrijeme je omogućilo otkriće Saros ciklusa od oko 6585,3 dana (18 godina, 11 dana i 8 sati) u kojem se ponavljaju pomrčine slične geometrije. Staroegipatski astronom Klaudije Ptolomej (2.st. pr. Kr.) je kasnije razradio geocentrični sustav koji je po njemu nazvan Ptolomejev sustav.
Posljednje razdoblje u razvoju babilonske astronomije su se odigrale tokom razdoblja Seleukovića (323 - 60. pr. Kr.). U 3. stoljeću pr. Kr. astronomi su počeli predviđanje planetarnih kretanja. Ovi tekstovi su bili kopije zapisa ranijih osmatranja, na osnovu kojih su se trebala naći predviđanja pojavljanja za svaku planetu. Negde u to doba, ili malo kasnije, astronomi su napravili matematičke modele, koji su im omogućili da direktno predviđaju ove pojave, bez traženja zapisa iz povijesti.

### Empirijska astronomija
Većina kaldejskih astronoma se bavila isključivo efemeridama (tablični podaci položaja nebeskih tijela), a ne teorijom. Babilonski planetarni modeli su obično bili strogo empirijski i aritmetički; obično nisu uključivali geometriju, kozmologiju, ni spekulativnu filozofiju, kao kasnija grčka astronomija u svojim modelima, iako su se babilonski astronomi bavili filozofijom u vezi idealne prirode ranog svemira. Među doprinosima kaldejskih astronoma u ovom razdoblju su: otkriće ciklusa pomrčina (saros ciklusa) i mnoga precizna astronomska osmatranja.
Poznati su sljedeći kaldejski astronomi, koji su slijedili ovaj model: Naburimanu (negde u razdoblju 6. – 3. stoljeću pr. Kr.), Kidinu (umro 330. pr. Kr.), Beros (3. stoljeće pr. Kr.) i Sudines (oko 240. pr. Kr.). Zna se da su oni imali značajan utjecaj na starogrčkog astronoma Hiparha i staroegipatskog Klaudija Ptolomeja, a također i na druge starogrčke astronome.

### Heliocentrička astronomija
Jedini kaldejski astronom za koga se zna da je podržavao heliocentrički model kretanja planeta, bio je Seleuk iz dinastije Seleukovića (rođen 190. pr. Kr.). Seleuk je poznat iz Plutarhovih zapisa, podržavao je heliocentričku teoriju, po kojoj se Zemlja okreće oko svoje osi i istovremeno oko Sunca. Plutarh tvrdi da je Seleuk čak i dokazao ovu teoriju, ali nije poznato koje je dokaze koristio.
Seleuk je ispravno pretpostavio da morske mijene (plimu i oseku) izaziva Mjesec, iako je vjerovao da u međudjelovanju utječe i Zemljina atmosfera. Opazio je da se plime mijenjaju ovisno o vremenu i snazi u različitim dijelovima svijeta. Prema Strabonu, Seleuk je bio prvi koji je tvrdio da plime potječu od Mjesečevog privlačenja i da vrhunac plima zavisi od Mjesečevog položaja u odnosu na Sunce. Nijedan od njegovih originalnih radova nije preživio, ali postoje arapski prijevodi, pogotovo perzijskog filozofa Razija.

## Babilonski utjecaj na helenističku astronomiju
Mnoga dijela starogrčkih i helenističkih pisaca (među njima astronoma, matematičara i geografa) su sačuvana do danas, ili su bar neki dijelovi njihovog rada danas poznati preko kasnijih preporuka. Za razliku od njih, dostignuća ranijih, bliskoistočnih civilizacija na tim poljima su dugo bila zaboravljena. Od otkrića glavnih arheoloških položaja u 19. stoljeću, nađeni su mnogi klinasti zapisi na glinenim tablicama, neki su se odnosili na astronomiju. Od tada je postalo jasno da je grčka astronomija bila pod jakim uticajem Kaldejaca. Najbolji zapisi su oni kod Hiparha i Klaudija Ptolomeja.

### Rani utjecaj
Mnogi znanstvenici se slažu da su stari Grci vjerojatno saznali za Metonov ciklus od babilonskih pisara. Meton, grčki astronom iz 5. stoljeća pr. Kr., razvio je lunarno-solarni kalendar na osnovu činjenice da je broj dana u 19 julijanskih godina, cjelobrojni višekratnik broja dana što ih sadržava sinodički mjesec, pa se stoga u tom ciklusu izmjenjuju Mjesečeve mijene. 
Eudoks iz Knida je u 4. stoljeću napisao knjigu o nepokretnim zvijezdama. Njegov opis mnogih zviježđa, naročito dvanaest znakova zodijaka, vrlo je sličan babilonskim originalima. U sljedećem stoljeću, Aristarh sa Samosa je upotrebio saros, ciklus pomrčina babilonskog podrijetla, da odredi dužinu godine. Ipak, svi ovi primjeri ranog uticaja su pretpostavljeni, a lanac prenosa nije poznat.

### Utjecaj na Hiparha i Klaudija Ptolomeja
Franz Xaver Kugler je 1900. ukazao da je Klaudije Ptolomej u svom Almagestu ustvrdio da je Hiparh poboljšao vrijednosti Mjesečevih mijena, koje su mu bile poznate od "još starijih astronoma", usporedbom promatranja pomrčina koja su ranije obavili Haldejci, i on sam. Međutim, Kugler je otkrio da su periodi koje Klaudije Ptolomej pripisuje Hiparhu već korišteni u babilonskim efemeridama, ustvari u zbirci tekstova danas poznatoj kao "Sistem B" (ponekad pripisanoj Kidinuu). Izgleda da je svojim novijim promatranjima Hiparh samo potvrdio vrijednost mijena za koje je saznao od Haldejaca. Kasnije grčko znanje o ovoj babilonskoj teoriji je potvrđeno papirusom iz drugog stoljeća, koji sadrži jedan stupac od 32 reda proračuna za Mjesec uz upotrebu istog "Sistema B", ali napisano grčkim jezikom na papirusu, umjesto klinastim pismom na glinenim tablicama. 
Jasno je da je Hiparh (i posle njega Klaudije Ptolomej) imao u suštini kompletan popis promatranja pomrčina tokom mnogo stoljeća. Moguće da su ona bila prenesena iz "dnevničkih" tablica, na kojima su bila zabilježena sva vrijedna osmatranja koja su Haldejci rutinski vršili. Sačuvani primjerci proizlaze iz 652. pr. Kr. do 130., ali je moguće da su zapisi išli unazad sve do vladavine babilonskog kralja Nabonasara: Ptolomej započinje svoju kronologiju prvim danom po egipatskom kalendaru prve godine Nabonasara (26. veljače 747. pr. Kr.).
Taj sirovi materijal je vjerojatno bio težak za upotrebu, tako da su bez sumnje i sami Kaldejci sastavljali zabilješke, npr. osmatranih pomrčina (pronađene su neke tablice sa spiskom svih pomrčina u razdoblju koje pokriva jedan saros). Ovo im je omogućilo da prepoznaju periodična ponavljanja događaja. Između ostalog, u Sistemu B su koristili:
- 223 (sinodička) mjeseca = 239 povrataka u anomaliju (anomalistički mjesec) = 242 povratka u zemljopisnoj širini ili latitudi (drakonistički mjesec). Ovo je sada poznato kao period saros, veoma koristan za predviđanje pomrčina.
- 251 (sinodički) mjesec = 269 povrataka u anomaliju (anomalistički mjesec)
- 5458 (sinodičkih) mjeseci = 5923 povratka u zemljopisnoj širini ili latitudi (drakonistički mjesec)
- 1 sinodički mjesec = 29 dana 12 sati 44 min. 3,33 sekunde

Babilonci su sve periode izražavali u sinodičkim mjesecima, vjerojatno zato što su koristili lunarno-solarni kalendar. Različiti odnosi s godišnjim pojavama su doveli do različitih vrijednosti za dužinu godine. 
Također su bili poznati razni odnosi između perioda planeta. Odnosi koje Ptolomej pripisuje Hiparhu u Almagestu IX.3 su svi već iskorišteni u predviđanjima pronađenim na babilonskim glinenim pločicama.
Drugi tragovi babilonske astronomije u Hiparhovom radu su:
- on je bio prvi poznati Grk koji je podijelio krug u 360º i 60 lučnih minuta.
- prva dosledna upotreba seksagezimalnog brojevnog sustava
- upotreba jedinice pechus od oko 2° ili 2,5°
- upotreba kratkog perioda od 248 dana = 9 anomalističkih mjeseci

### Načini prijenosa
Sve ovo znanje Grcima je vjerojatno preneseno ubrzo nakon osvajanja Aleksandra Velikog (331. pr. Kr.). Prema klasičnom filozofu Simpliciju (6. stoljeće), Aleksandar je naredio prevođenje povijesnih astronomskih zapisa pod nadzorom svog kroničara Kalistena iz Olinta, koji ih je poslao svom ujaku Aristotelu. Treba spomenuti da, iako je Simplicije prilično kasniji izvor, njegovo objašnjenje može biti pouzdano. Simplicije je proveo neko vrijeme u progonstvu na sasanidskom persijskom dvoru, pa je mogao imati pristupa izvorima koji su na Zapadu bili izgubljeni. Upadljivo je da on spominje naslov tèresis (grčki: straža), što je čudno ime za jedno povijesno djelo, ali je zapravo dobar prijevod babilonskog naslova massartu, što znači "čuvati" ali i "promatrati" (i u našem jeziku "gledati" može značiti i "čuvati"). Ipak, Aristotelov učenik Kalip iz Kizika je negde u to vrijeme uveo svoj 76-godišnji ciklus, poboljšanje 19-godišnjeg Metonskog ciklusa. Početak prve godine svog prvog ciklusa je postavio na dan suncostaja 28. lipnja 330. pr. Kr. (proleptički julijanski kalendar), ali izgleda da je kasnije brojio lunarne mjesece od prvog mjeseca poslije Aleksandrove odlučujuće bitke kod Gaugamele, 1. listopada 331. pr. Kr. Tako je Kalip mogao dobiti podatke iz babilonskih izvora, a Kidinu je mogao koristiti njegov kalendar.
Također se zna da je babilonski svećenik poznat kao Beros pisao oko 281. pr. Kr. knjigu Babyloniaca na grčkom jeziku, o (prilično mitološkoj) povijesti Babilonije, za novog vladara Antioha I; za njega kažu da je kasnije osnovao školu astrologije na grčkom ostrvu Kos. Još jedan kandidat za podučavanje Grka babilonskoj astronomiji i astrologiji je Sudin, koji je krajem 3. st. pr Kr. bio na dvoru Atala I Sotera u Pergamu.
U svakom slučaju, prijenos astromskih zapisa je zahtijevalo odlično poznavanje klinastog pisma, jezika i postupaka, tako da zvuči vjerojatno da su ga obavili neki nepoznati Kaldejci. Babilonci su svoja promatranja datirali po svom lunarno-solarnom kalendaru, u kome su mjeseci i godine imali različite duljine (29 ili 30 dana, odnosno 12 ili 13 mjeseci). U to vrijeme nisu koristili reguliran kalendar (npr. neki na osnovu Metonovog ciklusa, što će činiti kasnije), već su novi mjesec započinjali na osnovu osmatranja mladog Mjeseca. Zbog ovoga su izračunavanja trajanja između događaja bila vrlo teška.
Hiparh je onda mogao prebaciti te zabilješke u egipatski kalendar, koji je koristio fiksnu godinu od 365 dana, bez izuzetka (s 12 mjeseci od po 30 dana, plus 5 dana): ovim je izračunavanje vremenskog razdoblja znatno olakšano. Ptolomej je sva osmatranja datirao po ovom kalendaru. On je također napisao: "sve što je on (Hiparh) uradio, bilo je da zbirku planetarnih osmatranja sredi na korisniji način" (Almagest IX.2). Plinije Stariji tvrdi (Naturalis Historia II.IX(53)) o predviđanju pomrčina: "Poslije njihovog vremena (Talesovog) putanje obiju zvijezda (Sunca i Mjeseca) tijekom 600 godina predvidio je Hiparh,...". Ovo kao da vodi na zaključak da je Hiparh predvidio pomrčine za razdoblje od 600 godina, ali imajući u vidu ogromnu količinu potrebnog računanja, ovo je malo vjerojatno. Prije će biti da je Hiparh napravio spisak svih pomrčina od Nabonasarovog do svog vremena.

## Kasnija astronomija u Mesopotamiji

### Sasanidska astronomija
Glavni grad Sasanidskog perzijskog carstva, grad Ktezifont, nalazila se u Mesopotamiji. Persijanci i Mesopotamci su proučavali astronomiju u Ktesifonu i Gundišapurskoj akademiji u Perziji. Većina astronomskih tekstova tokom sasanidskog carstva je napisana na srednjepersijskom. Zij al-Shah, zbirka astronomskih tablica sastavljena u Persiji i Mezopotamiji tokom dva stoljeća, najčuveniji je astronomski tekst iz sasanidskog razdoblja, kasnije je preveden na arapski jezik.

### Islamska astronomija
Posle islamskog osvajanja Perzije, provincija Mezopotamija je na arapskom postala poznata kao Irak. Tokom abasidskog razdoblja mezopotamske povijesti, glavni grad arapskog carstva bio je Bagdad, a stoljećima i centar astronomske aktivnosti u islamskom svijetu. Astronomija je proučavana i u Basri i drugim iračkim gradovima. Tokom islamskog razdoblja, arapski je postao jezik učenosti, a Irak je davao brojne doprinose znanosti, sve do osvajanja Bagdada (1258.), što se i prozvalo zlatno doba Islama.